# Huang Bokai
Huang Bokai (en chinois : 黄博凯, né le 26 septembre 1996) est un athlète chinois, spécialiste du saut à la perche.

## Carrière
Il est médaille de bronze lors des Championnats d'Asie à Wuhan avec un saut à 5,50 m, égalant son record personnel qu'il a franchi a 5 reprises. Le 13 février 2016, il porte son record en salle à 5,70 m à Gand (Topsporthal). Il devient champion d'Asie en salle le 20 février 2016 à Doha, en franchissant une barre à 5,75 m. Il est entraîné par le Français Damien Inocencio.
Il remporte les sélections chinoises pour les championnats du monde 2019 avec 5,71 m, son record personnel en plein air.

## Palmarès
| Date | Compétition                   | Lieu           | Résultat | Marque |
| ---- | ----------------------------- | -------------- | -------- | ------ |
| 2013 | Championnats du monde cadets  | Donetsk        | 2e       | 5,20 m |
| 2014 | Championnats d'Asie juniors   | Taipei         | 1er      | 5,25 m |
| 2014 | Championnats du monde juniors | Moncton        | 5e       | 5,45 m |
| 2015 | Championnats d'Asie           | Wuhan          | 3e       | 5,50 m |
| 2016 | Championnats d'Asie en salle  | Doha           | 1er      | 5,75 m |
| 2016 | Jeux olympiques               | Rio de Janeiro | qual.    | 5,45 m |
| 2019 | Championnats d'Asie           | Doha           | 3e       | 5,66 m |
| 2019 | Championnats du monde         | Doha           | 9e       | 5,55 m |
| 2023 | Championnats d'Asie           | Bangkok        | 3e       | 5,51 m |
| 2023 | Championnats du monde         | Budapest       | 6e       | 5,75 m |
| 2023 | Jeux asiatiques               | Hangzhou       | 2e       | 5,65 m |
| 2024 | Jeux olympiques               | Paris          | 7e       | 5,80 m |

## Records
| Épreuve          | Épreuve   | Marque | Lieu  | Date            |
| ---------------- | --------- | ------ | ----- | --------------- |
| Saut à la perche | Plein air | 5,80 m | Paris | 5 août 2024     |
| Saut à la perche | En salle  | 5,75 m | Doha  | 20 février 2016 |